# 无苞香蒲
无苞香蒲（学名：Typha laxmannii）是香蒲科香蒲属的植物，为多年生沼生或水生草本。分布于俄罗斯、巴基斯坦及亚洲北部、欧洲等地，生长于海拔500米至1,100米的地区，多生在湖边、湿地、湿润河滩、溪边、静水边、河边及沼泽地，目前尚未由人工引种栽培。